# Douce nuit, sanglante nuit 3 : Coma dépassé
Série
Douce nuit, sanglante nuit 2
(1989) Douce nuit, sanglante nuit 4 : L'Initiation
(1990)
Pour plus de détails, voir Fiche technique et Distribution.
Douce nuit, sanglante nuit 3 : Coma dépassé (Silent Night, Deadly Night 3: Better Watch Out!) est film de Noël horrifique réalisé par Monte Hellman et est sorti en 1989 directement en vidéo.

## Synopsis
L'intrigue tourne autour d'une jeune aveugle clairvoyante nommée Laura qui comme son docteur, le Dr. Newbury, tente de lier ses visions à celle de Ricky qui est dans le coma, à la suite de tirs mis en scène dans Douce nuit, sanglante nuit 2. Lorsque ces expériences échouent, Laura décide de rendre visite à sa grand-mère pendant les vacances de Noël avec son frère et sa petite amie. Malheureusement, Ricky se réveille de son coma et commence à tuer. Un officier de police est sur sa piste.

## Fiche technique
- Titre : Douce nuit, sanglante nuit 3 : Coma dépassé
- Titre original : Silent Night, Deadly Night 3: Better Watch Out!
- Réalisation : Monte Hellman
- Scénario : Rex Weiner, Monte Hellman, Arthur Gorson et Rex Weiner
- Production : Ronna B. Wallace, Richard N. Gladstein et Arthur Gorson
- Musique : J. Steven Soles
- Photographie : Josep M. Civit
- Montage : Ed Rothkowitz
- Pays de production : États-Unis
- Format : Couleurs - 1,85:1 - Mono - 35 mm
- Genre : horreur
- Durée : 90 minutes
- Date de sortie : 
  - États-Unis : 17 novembre 1989

- Interdit aux moins de 12 ans.

## Distribution
- Samantha Scully : Laura
- Bill Moseley (VF : Jean-François Vlérick) : Ricky
- Richard Beymer (VF : Philippe Catoire) : Dr. Newbury
- Robert Culp : Le lieutenant Connely
- Laura Harring (VF : Martine Reigner) : Jerri
- Richard C. Adams : Père Noël
- Melissa Hellman : L'assistante du Dr. Newbury